# باترونيت
باترونيت هو معدن من معادن الكبريتيدات، وهو كبريتيد للفاناديوم، وتكون للوحدة البلورية المتكررة ذات صيغة كيميائية على الشكل VS4. يوجد عادة على شكل بلورات كتلية عمادية هشة ذات مخدش أسود.
اكتشف المعدن في البيرو أول مرة سنة 1906 وهو ينسب إلى مكتشفه عالم المعادن البيروفي أنتينور ريزو-باترون Antenor Rizo-Patron الذي عاش في الفترة ما بين (1866–1948).